# Baniana luteiceps
Baniana luteiceps là một loài bướm đêm trong họ Erebidae.